# NGC 3634
NGC 3634 је елиптична галаксија у сазвежђу Пехар која се налази на NGC листи објеката дубоког неба.
Деклинација објекта је - 9° 0' 49" а ректасцензија 11h 20m 30,3s. Привидна величина (магнитуда) објекта NGC 3634 износи 14,5 а фотографска магнитуда 15,5. NGC 3634 је још познат и под ознакама MCG -1-29-8, VV 724, PGC 34714.